# Tar-Vabriga
Tar-Vabriga (italienisch Torre-Abrega) ist eine Gemeinde in der Gespanschaft Istrien, Kroatien. Die Gemeinde hat laut Volkszählung 2021 2148 Einwohner. Tar-Vabriga/Torre Abrega entstand im Jahr 2006 durch die Trennung von der Stadt Poreč/Parenzo. Die Gemeinde besteht aus den sechs Siedlungen (kroat./ital.): Frata/Fratta, Gedici/Ghedda, Perci/Perzi, Rosini/Villa Rossa oder Rossini, Tar/Torre und Vabriga/Abrega.
Tar liegt nur sechs bzw. fünf Kilometer von den bekannten Touristenzentren Poreč/Parenzo und Novigrad/Cittanova entfernt. Die ursprünglichen zwei Ortschaften, Tar/Torre und Vabriga/Abrega sind heute ein, durch die Hauptverkehrsverbindung Poreč/Parenzo–Novigrad/Cittanova geteilter Ort. Die Ortslage befindet sich auf einer fruchtbaren Hochebene in einer Höhe von etwa 112 m über dem Meer, die auf der einen Seite zum Meer abfällt und ebenso auf der anderen Seite in Richtung der Flussmündung Mirna/Quieto. Sehenswürdigkeiten sind die Kirchen Sveti Martin/San Martino (in Tar) und Sveta Mihovila XVIII/San Michele (in Frata).